# Adam Braz
Adam Braz (ur. 7 czerwca 1981 w Montrealu) – kanadyjski piłkarz występujący na pozycji obrońcy.

## Kariera klubowa
Braz karierę rozpoczynał w drużynie Fairfield Stags z uczelni Fairfield University. W 2002 roku został graczem zespołu Montreal Impact z ligi A-League stanowiącej drugi poziom rozgrywek. W 2003 roku odszedł do szwedzkiego klubu Västerås SK, grającego w trzeciej lidze. Spędził tam jeden sezon, a potem wrócił do Montrealu Impact. W 2005 roku rozpoczął z nim starty w USL First Division.
W 2007 roku Braz podpisał kontrakt z zespołem Toronto FC z MLS. Zadebiutował tam 7 kwietnia 2007 roku w przegranym 0:2 pojedynku z CD Chivas USA. W sezonie 2007 w barwach Toronto rozegrał 13 spotkań. W 2008 roku wrócił do Montrealu, nadal występującego w USL First Division. W 2010 roku wraz z zespołem przeniósł się do rozgrywek North American Soccer League. Po sezonie 2010 zakończył karierę.

## Kariera reprezentacyjna
W reprezentacji Kanady Braz zadebiutował 18 stycznia 2004 roku w wygranym 1:0 towarzyskim meczu z Barbadosem. W 2005 roku znalazł się w drużynie na Złoty Puchar CONCACAF. Zagrał na nim w pojedynkach z Kostaryką (0:1), Stanami Zjednoczonymi (0:2) i Kubą (2:1), a Kanada odpadła z turnieju po fazie grupowej.
W 2007 roku Braz ponownie został powołany do kadry na Złoty Puchar CONCACAF. Nie wystąpił jednak na nim ani razu, a Kanada zakończyła turniej na półfinale.
W latach 2004–2007 w drużynie narodowej Braz rozegrał 12 spotkań.